# Giuseppe Di Cristina

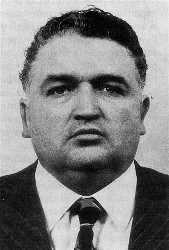
Retrato de Giuseppe Di Cristina.

Giuseppe Di Cristina (22 de abril de 1923 - 30 de mayo de 1978) fue un poderoso mafioso de Riesi en la provincia de Caltanissetta, Sicilia. Di Cristina, apodado “la tigre’’ (el tigre), nació en una histórica familia mafiosa; su padre Francesco Di Cristina y su abuelo también fueron "hombres de honor".
En 1975 se convirtió en el jefe de la Cosa Nostra de la provincia de Caltanissetta y en miembro de la Comisión Regional o Interprovincial de la mafia. Tres años más tarde fue asesinado por la facción de rival de los corleonesi de Totò Riina y Bernardo Provenzano. 3 meses después, su socio Giuseppe Calderone también cayó asesinado. Sus muertes fueron el preludio de la Segunda guerra de la mafia, que se iniciaría en 1981, después de que los corleonesi asesinaran a Stefano Bontate y Salvatore Inzerillo.

## Herencia mafiosa
El abuelo de Di Cristina, Giuseppe Di Cristina, fue un hombre de gran influencia y un gabelloto – un arrendatario y gestor de posesiones agrícolas por cuenta del propietario. Escogió el día de la procesión del santo San Giuseppe de Riesi para mostrar quién sería su sucesor. Cuando la procesión hizo una parada bajo el balcón de Don Giuseppe besó a su hijo Francesco, en frente de toda la procesión, que estaba mirando hacia arriba esperando la señal para continuar. Entonces, Francesco ‘Don Ciccu’ Di Cristina dio la orden para que continuara la procesión. Quedó claro en el pueblo que don Ciccu era el nuevo jefe.
Don Ciccu, jefe inteligente, desarrolló buenas relaciones con las familias de la mafia de Palermo y los grupos políticos. Francesco ‘Don Ciccu’ Di Cristina murió el 13 de septiembre de 1961. Se distribuyó una imagen sagrada entre la población. Decía: "Un enemigo de todas las injusticias que mostró con palabras y hechos que su mafia no era delincuencia, sino respeto por la ley del honor". Su hijo mayor, Giuseppe Di Cristina lo reemplazó.

## Vínculos con la política
Di Cristina era conocido como el 'elector' de Calogero Volpe, un diputado de la Democracia Cristiana (DC). El hermano de Giuseppe Antonio Di Cristina se convertiría en el alcalde de Riesi y el subsecretario del Partido Demócrata Cristiano de la provincia de Caltanissetta. Según el pentito Antonino Calderone: “Fueron los jefes de la mafia de Riesi durante tres generaciones … el soporte de la Democracia Cristiana, todos ellos pertenecían a la DC.”
Los padrinos en la boda de Di Cristina fueron Giuseppe Calderone – jefe de la mafia de Catania – y el senador demócratacristiano Graziano Verzotto. Verzotto era el presidente del Ente Minerario Siciliano, que fue creada después de la Segunda Guerra Mundial para tratar de frenar la crisis en la industria minera de azufre.
Después de regresar de un exilio forzado a Turín a causa de la represión de la mafia por las autoridades italianas después de la masacre de Ciaculli en 1963, Di Cristina fue tesorero en una de las compañías pertenecientes al Ente Minerario Siciliano llamada So. Chi. Mi. Si. (Società Chimica Mineraria Siciliana), aunque era conocido por la policía como figura mafiosa y hubía sido objeto de medidas policiales especiales.
Di Cristina cambió de bando en sus preferencias políticas porque no obtuvo el apoyo de los demócratacristianos cuando tuvo problemas con la justicia. En su lugar, decidió apoyar a Aristide Gunnella del pequeño Partido Republicano Italiano (PRI). En las siguientes elecciones Gunnella de repente recibió una avalancha de votos en comparación a lo habitual. A pesar del revuelo sobre la relación de Gunnella con Di Cristina, el político fue defendido por el líder republicano del Partido Ugo La Malfa. El partido no podía prescindir de uno de sus hombres más votados. La Malfa hizo a Gunnella ministro en su gobierno.

## Implicación en asesinatos
Según el pentito Tommaso Buscetta, Di Cristina estuvo involucrado en el asesinato de Enrico Mattei, el controvertido presidente de la petrolera estatal Ente Nazionale Idrocarburi (ENI) que murió en un misterioso accidente de avión el 27 de octubre de 1962. Los hombres de Di Cristina sabotearon supuestamente el avión de Mattei, según el pentito Francesco Di Carlo.
En 1970 fue reconstituida la Comisión. Una de las primeras cuestiones a las que había que hacer frente fue una oferta del príncipe Junio Valerio Borghese quien pidió apoyo para sus planes en un golpe de Estado neofascista, a cambio de un indulto a mafiosos condenados como Vincenzo Rimi y Luciano Leggio. Giuseppe Calderone y Di Cristina fueron a visitar a Borghese en Roma. Gaetano Badalamenti se opuso al plan. Finalmente el programado golpe fracasó la noche del 8 de diciembre de 1970.
Uno de los hombres de Di Cristina, Damiano Caruso, habría sido uno de los asesinos que se había vestido con un uniforme de la policía para sorprender y ejecutar a Michele Cavataio el 10 de diciembre de 1969, en la llamada Matanza de Viale Lazio como venganza por los sucesos durante la Primera guerra de la mafia en 1963. Cavataio había alimentado la guerra entre clanes mafiosos con la matanza de miembros de ambas facciones en guerra.
Di Cristina fue arrestado, pero fue absuelto por falta de pruebas en julio de 1974. Fue arrestado de nuevo en Agrigento por una vendetta entre clanes de la mafia en Riesi y Ravanusa, por la negativa a guardar una carga de cigarrillos de contrabando pertenecientes a Di Cristina. Una vez más todos los acusados, entre ellos Di Cristina, fueron absueltos por falta de la prueba en marzo de 1974.

## Enfrentamiento con los corleonesi
Di Cristina fue uno de los primeros que vieron el peligro de la estrategia de los corleonesi de "Totò" Riina para dominar la Cosa Nostra.  Di Cristina se enfrentó con los corleonesi por el asesinato del teniente coronel de los carabineros, Giuseppe Russo, el 20 de agosto de 1977. Russo, que según los corleonesi era un confidente de Di Cristina, fue asesinado sin el consentimiento de la Comisión, que se había opuesto a las demandas de Totò Riina y Bernardo Provenzano.
Di Cristina comprendió la estrategia de los corleonesi. Mientras que las demás familias de la mafia de Palermo se abstuvieron de matar abiertamente a las autoridades debido a que atraía la atención de la policía, los corleonesi mataban deliberadamente para intimidar a las autoridades de tal manera que las sospechas recayeran sobre sus rivales de la Comisión.
Di Cristina se convirtió en uno de los principales objetivos de los corleonesi, al igual que Giuseppe Calderone. Los corleonesi estaban atacando a los aliados de las familias de Palermo en las otras provincias para aislar a los hombres como Stefano Bontate, Salvatore Inzerillo y Gaetano Badalamenti. El 21 de noviembre de 1977, Di Cristina sobrevivió a un tiroteo, pero sus hombres más leales Giuseppe Di Fede y Carlo Napolitano fueron asesinados por los corleonesi. 
En enero de 1978, el viejo y enfermo Salvatore "Ciaschiteddu" Greco viajó desde Venezuela para tratar de evitar que Gaetano Badalamenti, Giuseppe Di Cristina y Salvatore Inzerillo tomasen represalias contra el creciente poder de los corleonesi. Di Cristina y Badalamenti querían matar a Francesco Madonia, jefe de la familia mafiosa de Vallelunga y aliado de los corleonesi en la provincia de Caltanissetta. Greco trató de convencerlos para que desistieran y ofreció a Di Cristina emigrar a Venezuela.  Sin embargo, Calderone, Badalamenti y Cristina Di decidieron seguir adelante y Francesco Madonia fue asesinado el 8 de abril de 1978.

## Informante de la policía
Di Cristina se aisló cada vez más. Decidió informar a los Carabinieri sobre el peligro de los corleonesi. La primera reunión tuvo lugar el 16 de abril de 1978. Según el oficial de carabineros que lo entrevistó, Di Cristina parecía asustado. Di Cristina dibujó un panorama completo de la división interna dentro de la Cosa Nostra entre los corleonesi dirigida por Totò Riina y la facción de Stefano Bontate. Los corleonesi tenían un grupo secreto de 14 asesinos, y se estaban infiltrando en otras familias mafiosas, según Di Cristina. También explicó la importancia cada vez mayor de Totò Riina y Bernardo Provenzano así: "La estrategia criminal Corleonesi, aún con tintes de locura, tiene su recompensa," dijo Di Cristina a los Carabinieri. "Todo ello provoca la respuesta policial, pero obviamente contra los 'viejos mafiosos' que son fáciles de identificar; eso hace que su prestigio (el Corleonesi) aumente ya que mina el prestigio de la mafia 'tradicional' y sus principios. Les atrae, ya sea por miedo o por el atractivo de estas arriesgadas empresas, de nuevos hombres a reclutar y de nuevas fuerzas."
Di Cristina fue asesinado el 30 de mayo de 1978 por los corleonesi mientras esperaba en una parada de autobús. Su muerte fue el preludio de la Segunda guerra de la mafia, que comenzaría en 1981, cuando los corleonesi asesinaron a Stefano Bontate. El asesinato tuvo lugar en el territorio de Salvatore Inzerillo. De esta manera las sospechas recayeron sobre Inzerillo y Bontate, como Di Cristina ya había anunciado. 
Miles de personas asistieron al funeral de Di Cristina en su ciudad natal de Riesi. El mafioso Antonio 'Nino' Marchese recibió la sentencia de cadena perpetua por el asesinato de Di Cristina. Muchos de los seguidores de Di Cristina se pasaron a otra organización criminal, la Stidda.
Su asesinato fue organizado por Leoluca Bagarella. En sus bolsillos, Boris Giuliano, encontró algunos documentos sobre el tráfico de droga entre Sicilia y América y el banquero Michele Sindona. 
Diez años después de su muerte, su hermano Antonio fue asesinado en Riesi por un asesino que lo mató con 7 disparos.